# ResearchGate
ResearchGate é uma rede social voltada a profissionais da área de ciência e pesquisadores, sendo uma das maiores neste campo. Caracteriza-se por ser uma plataforma gratuita que permite a membros interagirem e colaborarem com colegas de trabalho e campos de estudo mundialmente, oferecendo diversas ferramentas exclusivas.

## Recursos

### Compartilhamento de artigos científicos
Cientistas cadastrados no ResearchGate podem adicionar seus artigos científicos, apresentações, dados, teses, e outras publicações de natureza científica e acadêmica. Os autores destes trabalhos podem fornecer informações como título, DOI, lista de autores, resumo e revista onde o trabalho foi originalmente publicado. Também, há a possibilidade de realizar o upload do texto completo de suas publicações (full-text), o qual pode ficar publicamente disponível ou disponível apenas ante solicitação. Outros usuários da rede social podem interagir com as publicações por meio de comentários, recomendações e compartilhamentos.

### Perguntas e respostas
O ResearchGate permite que seus usuários postem perguntas referentes a assuntos científicos, que podem ser respondidas e discutidas por outros cientistas e pesquisadores que utilizam a rede social. São discutidos assuntos de metodologia, interpretação de dados, conceitos científicos, posições na academia e tópicos de natureza semelhante. Outros usuários podem visualizar e acompanhar questões e respostas. De acordo com pesquisa realizada pela revista Nature, mais de 20% dos usuários do ResearchGate o usam para acompanhar discussões, mas menos de 10% estão ativamente engajados na discussão de pesquisas científicas.

### Anúncios de empregos
O ResearchGate permite que pesquisadores e empresas publiquem anúncios de empregos na área de ciência, pesquisa e desenvolvimento em seu site. Esses anúncios contém  informações como remuneração, qualificações exigidas e duração do contrato. A divulgação de uma vaga por 30 dias custa EUR €399 ou USD $499. Já os usuários que buscam empregos podem procurar anúncios de acordo com palavras-chave, área de pesquisa e região do mundo onde o trabalho é ofertado. Uma pesquisa realizada pela revista Nature mostra que pouco mais de 10% dos usuários do ResearchGate o usam para encontrar empregos.